# Филсхофен на Дунаву
Филсхофен ан дер Донау (њем. Vilshofen an der Donau) град је у њемачкој савезној држави Баварска. Једно је од 38 општинских средишта округа Пасау. Према процјени из 2010. у граду је живјело 16.328 становника. Посједује регионалну шифру (AGS) 9275154.

## Географски и демографски подаци
Филсхофен ан дер Донау се налази у савезној држави Баварска у округу Пасау. Град се налази на надморској висини од 309-457 метара. Површина општине износи 86,3 km². У самом граду је, према процјени из 2010. године, живјело 16.328 становника. Просјечна густина становништва износи 189 становника/km².

## Међународна сарадња
| Мјесто | Држава   | Врста сарадње | Од    |
| ------ | -------- | ------------- | ----- |
|        | Румунија | контакт       | 2000. |
| Извор  |          |               |       |